# Olympische Geschichte Thailands
| Gelbes Symbol für Goldmedaillen mit stilisierten Olympischen Ringen | Graues Symbol für Silbermedaillen mit stilisierten Olympischen Ringen | Braundes Symbol für Bronzemedaillen mit stilisierten Olympischen Ringen |
| ------------------------------------------------------------------- | --------------------------------------------------------------------- | ----------------------------------------------------------------------- |
| 9                                                                   | 8                                                                     | 16                                                                      |

Das NOK Thailands, das Olympic Committee of Thailand, wurde 1948 gegründet und zwei Jahre später vom IOC anerkannt. Seit 1952 nahm der ostasiatische Staat, mit Ausnahme der Spiele von Moskau 1980, an allen Olympischen Sommerspielen teil. Seit 2002 nehmen thailändische Wintersportler an Olympischen Winterspielen teil. Jugendliche Athleten traten bei beiden bislang ausgetragenen Jugend-Sommerspielen an.

## Übersicht

### Sommerspiele
Die erste thailändische Olympiamannschaft bestand 1952 in Helsinki aus Leichtathleten. Der erste Olympionike Thailands war am 20. Juli 1952 der Sprinter Adul Wanatasith. Die erste Frau des Landes bei Olympischen Spielen war am 12. Oktober 1964 die Segelsportlerin Prinzessin Arunee, die Ehefrau des Prinzen Bira, der im gleichen Boot startete.
Neben der Leichtathletik war Thailand bei folgenden Sommerspielen auch in den Sportarten Segeln, Boxen, Fußball und Basketball (ab 1956), Schießen (ab 1960), Judo, Radsport, Schwimmen und Gewichtheben (ab 1964), Bogenschießen, Wasserspringen und Fechten (ab 1976), Badminton und Tennis (ab 1992), Tischtennis und Rudern (ab 2000), Taekwondo und Reiten (ab 2004), Kanusport (ab 2012) und Golf (ab 2016) vertreten.
Thailand blieb bis 1972 erfolglos. Dies änderste sich 1976 in Montreal mit dem ersten Medaillengewinn. Der Boxer Phayao Phoontharat gewann Bronze im Halbfliegengewicht. Das Boxen entwickelte sich daraufhin zur stärksten und erfolgreichsten Sportart Thailands. 1984 gewann im Halbweltergewicht Dhawee Umponmaha Silber. 1988 folgte Bronze im Bantamgewicht durch Phajol Moolsan, 1992 wiederum Bronze im Weltergewicht durch Arkhom Chenglai.
1996 wurden nicht nur zwei Medaillen gewonnen, es gab den ersten Olympiasieg Thailands zu feiern. Nachdem Vichai Rachanon Bronze im Bantamgewicht gewonnen hatte, wurde Somluck Kamsing Olympiasieger im Federgewicht. 2000 in Sydney wurden drei Medaillen gewonnen. Im Boxen wurde Wijan Ponlid Olympiasieger im Fliegengewicht. Pornchai Thongburan gewann Bronze im Halbmittelgewicht. Die erste Olympiamedaille einer Thailänderin gewann die Gewichtheberin Khassaraporn Suta, die Bronze im Leichtgewicht gewann. Ihre Teamkameradin Saipin Dejsaeng wurde im Mittelgewicht Vierte.
Mit acht Medaillen, davon drei Olympiasiegen, wurden die Sommerspiele 2004 in Athen für Thailand zu den erfolgreichsten Olympischen Spielen. Im Gewichtheben gab es die erste thailändische Olympiasiegerin. Udomporn Polsak siegte im Federgewicht, einen Tag später tat es ihr Pawina Thongsuk im Schwergewicht nach. Bronze gewannen Aree Wiratthaworn im Fliegengewicht und Wandee Kameaim im Leichtgewicht. Die dritte Goldmedaille gewann der Boxer Manus Bonnhumnong im Halbweltergewicht. Worapoj Petchkoom gewann Silber im Bantamgewicht, Suriya Prasathinphimai Bronze im Mittelgewicht. Eine weitere Bronzemedaille gewann die Taekwondoin Yeowapa Boorapolchai im Fliegengewicht. Im Säbelfechten stand mit Wiradech Kothny ein Medaillengewinner für Thailand auf der Planche. Kothny war 2000 in Sydney für Deutschland angetreten und gewann jeweils Silber im Einzel und mit der Mannschaft. Im Herreneinzel des Badmintonturniers erreichte Boonsak Ponsana das Halbfinale, scheiterte dort jedoch am späteren Olympiasieger Taufik Hidayat aus Indonesien. Das Spiel um Bronze gegen Sony Dwi Kuncoro, ebenfalls aus Indonesien, ging ebenfalls verloren.
2008 in Peking wurde der Boxer Somjit Jongjohor Olympiasieger im Fliegengewicht. Der Titelverteidiger im Halbweltergewicht, Manus Boonjumnong, gewann diesmal Silber. Einen weiteren Olympiasieg schaffte die Gewichtheberin Prapawadee Jaroenrattanatarakoon im Federgewicht. Wandee Kameaim, die 2004 Bronze gewann, wurde im Leichtgewicht diesmal Vierte. Bei Nachtests von Dopingproben 2016 wurden die Gold- und Silbermedaillisten im Fliegengewicht, die Chinesin Chen Xiexia und die Türkin Sibel Özkan nachträglich disqualifiziert. Dadurch rückte Pensiri Laosirikul auf den Bronzeplatz vor. Im Leichtgewicht wurde die Russin Marina Schainowa, die ursprünglich Silber gewonnen hatte, nachträglich disqualifiziert. Die Viertplatzierte Wandee Kameaim gewann dadurch nachträglich Bronze. Die Taekwondoin Buttree Puedpong gewann Silber im Fliegengewicht. Die Skeetschützin Sutiya Jiewchaloemmit wurde Fünfte.
In London 2012 kamen zwei Silber- und zwei Bronzemedaille zusammen. Silber gewannen der Boxer Kaew Pongprayoon im Halbfliegengewicht und die Gewichtheberin Pimsiri Sirikaew im Leichtgewicht. Vierte Plätze wurden hier von Sirivimon Pramongkhol im Fliegengewicht und bei den Männern von Chatuphum Chinnawong im Mittelgewicht erreicht. Die im Leichtgewicht zunächst auf Platz 4 gelegene Siripuch Gulnoi rückte auf den Bronzerang nach, nachdem die Drittplatzierte, die Ukrainerin Julija Kalina, nachträglich wegen Dopings disqualifiziert wurde. Die zweite Bronzemedaille ging an die Taekwondoin Chanatip Sonkham im Fliegengewicht. Im Dameneinzel des Badmintonturniers besiegte im Achtelfinale Ratchanok Intanon die Deutsche Juliane Schenk in zwei Sätzen.
Zwei Gewichtheberinnen wurden 2016 in Rio de Janeiro Olympiasiegerinnen. Sopita Tanasan siegte im Fliegengewicht, Sukanya Srisurat im Leichtgewicht vor ihrer Teamkameradin Pimsiri Sirikaew. Bronze gewann zudem Sinphet Kruaithong im Bantamgewicht der Männer. Chatuphum Chinnawong wurde wie schon vor vier Jahren Vierter im Mittelgewicht, die gleiche Platzierung erreichte Sarat Sumpradit im Mittelschwergewicht. Damit löste das Gewichtheben Boxen als stärkste thailändische Sportart bei Olympischen Spielen ab. Zwei Medaillen wurden im Taekwondo gewonnen. Bei den Männern erkämpfte Tawin Hanprab die Silbermedaille im Fliegengewicht. In der gleichen Gewichtsklasse bei den Frauen gewann Panipak Wongpattanakit Bronze. Der Golfer Kiradech Aphibarnrat erreichte Platz 5.

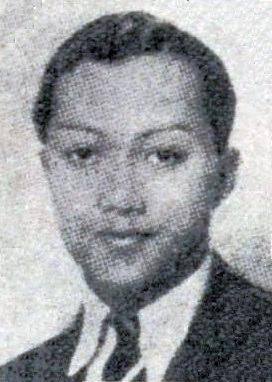
Der viermalige Olympiateilnehmer Prinz Bira
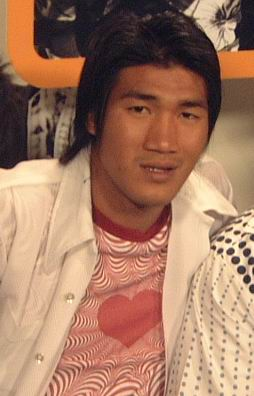
Somluck Kamsing, 1996 erster Olympiasieger Thailands
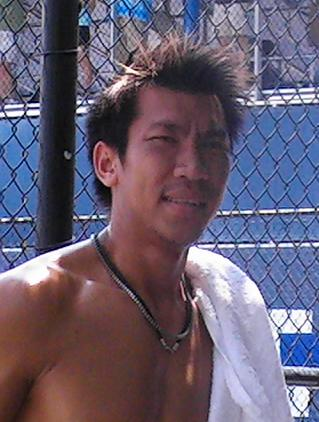
Der Tennisspieler Paradorn Srichaphan, Fahnenträger 2004
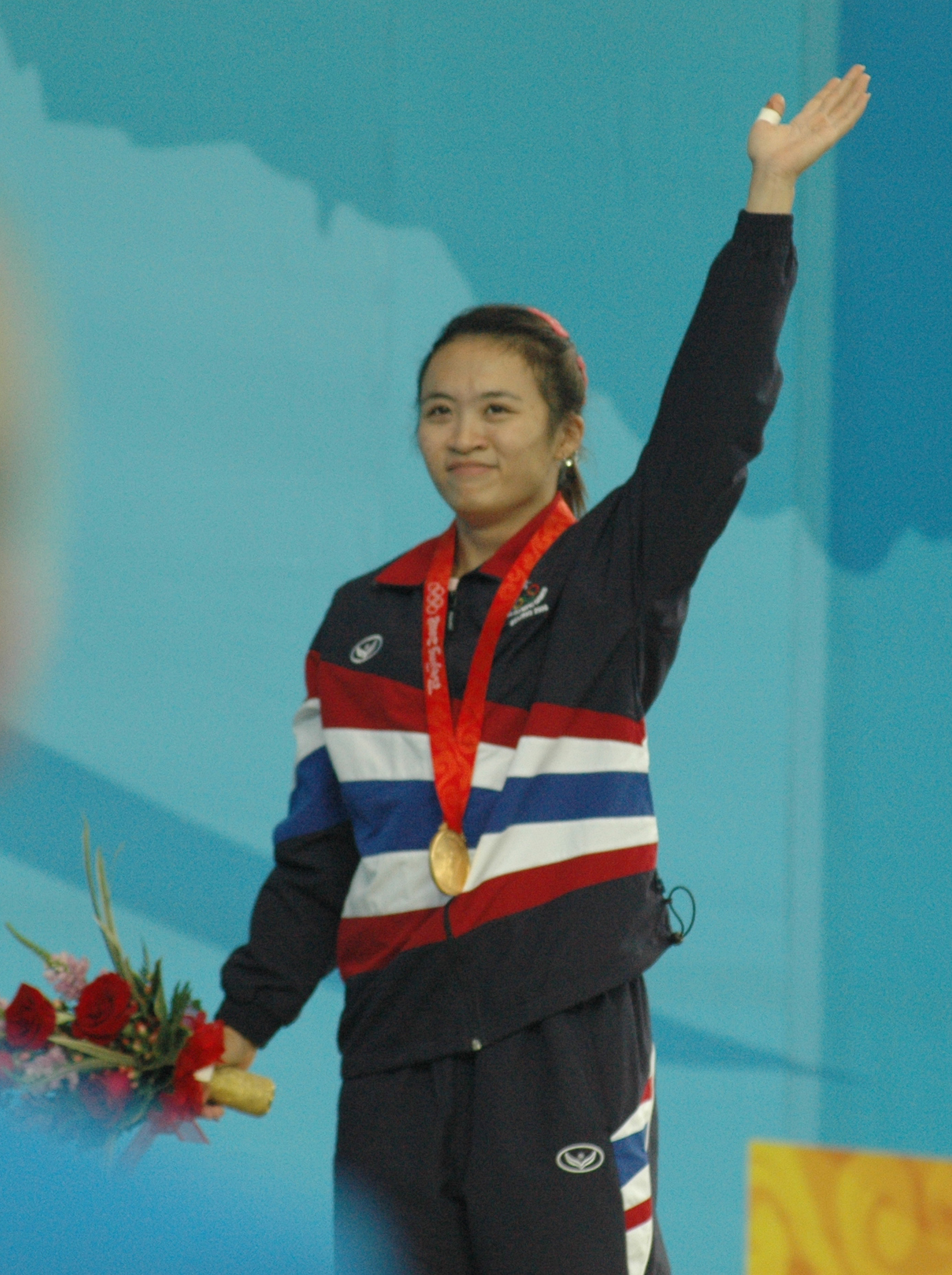
Prapawadee Jaroenrattanatarakoon, Olympiasiegerin 2008
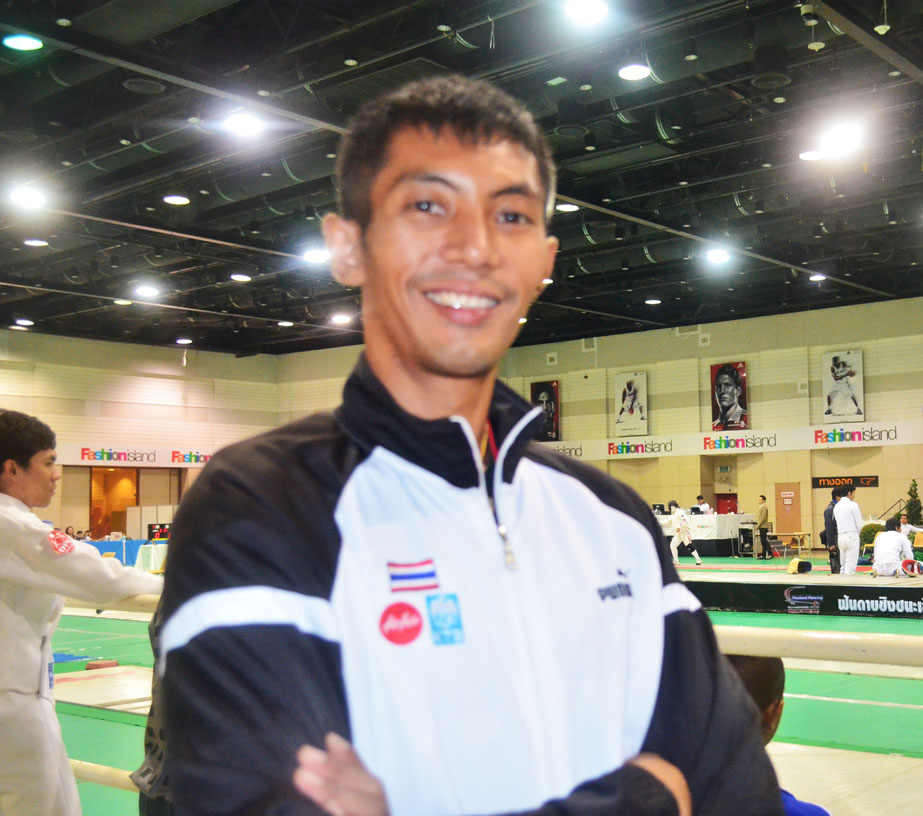
Der Fechter Wiradech Kothny
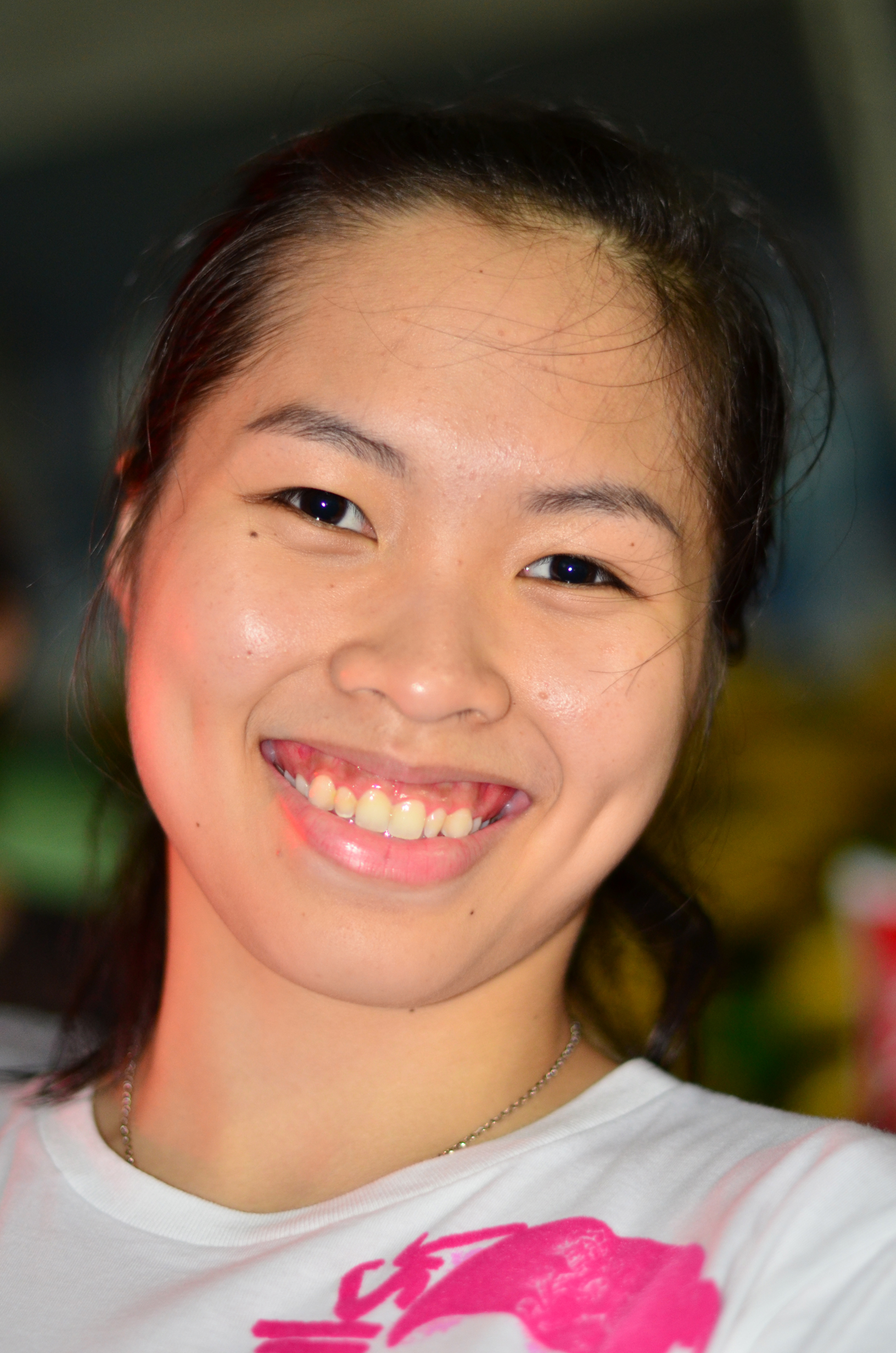
Die Badmintonspielerin Ratchanok Inthanon
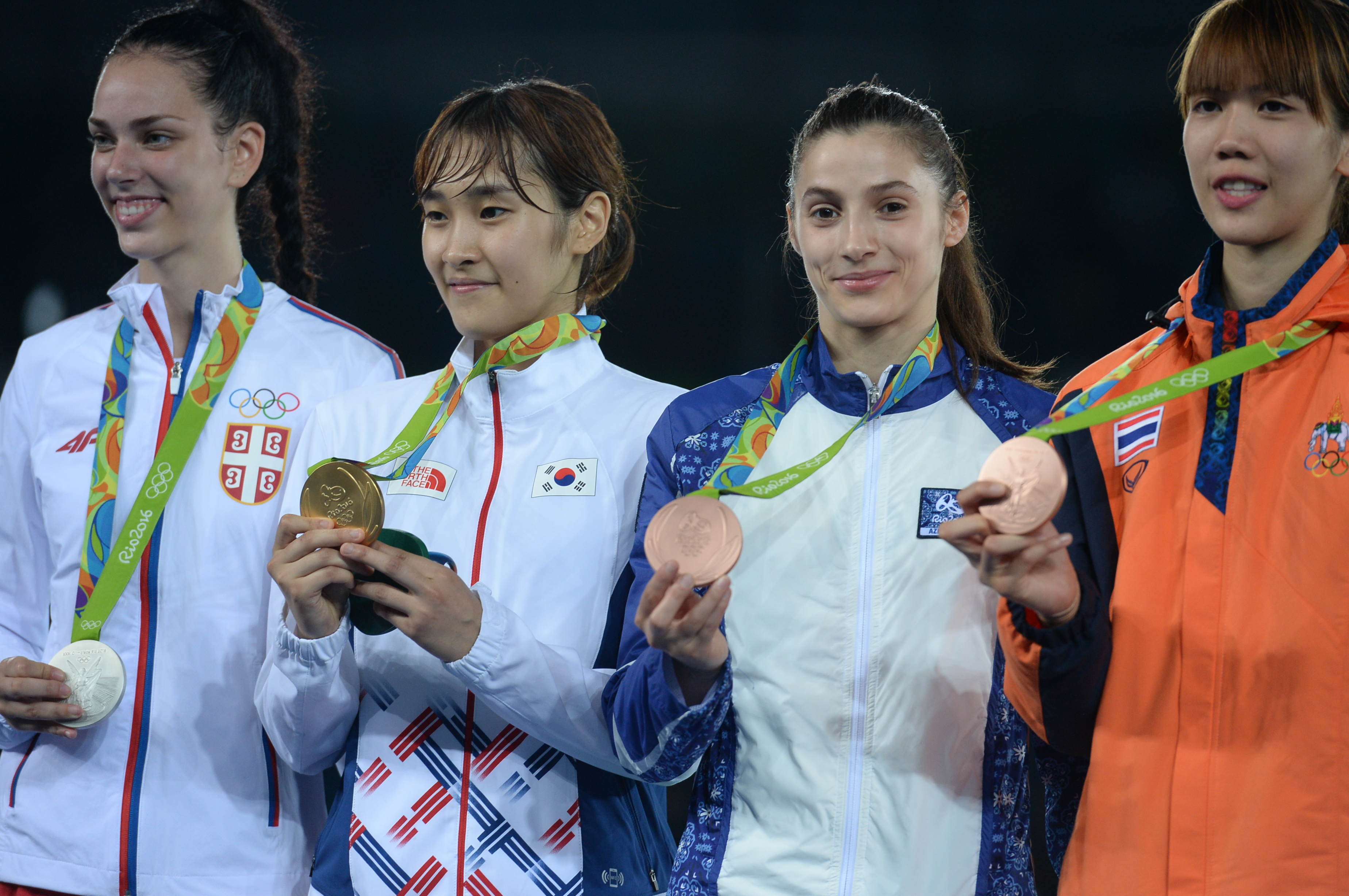
Siegerehrung im Taekwondo 2016: rechts Panipak Wongpattanakit mit Bronze. 2014 war sie Jugend-Olympiasiegerin

### Winterspiele

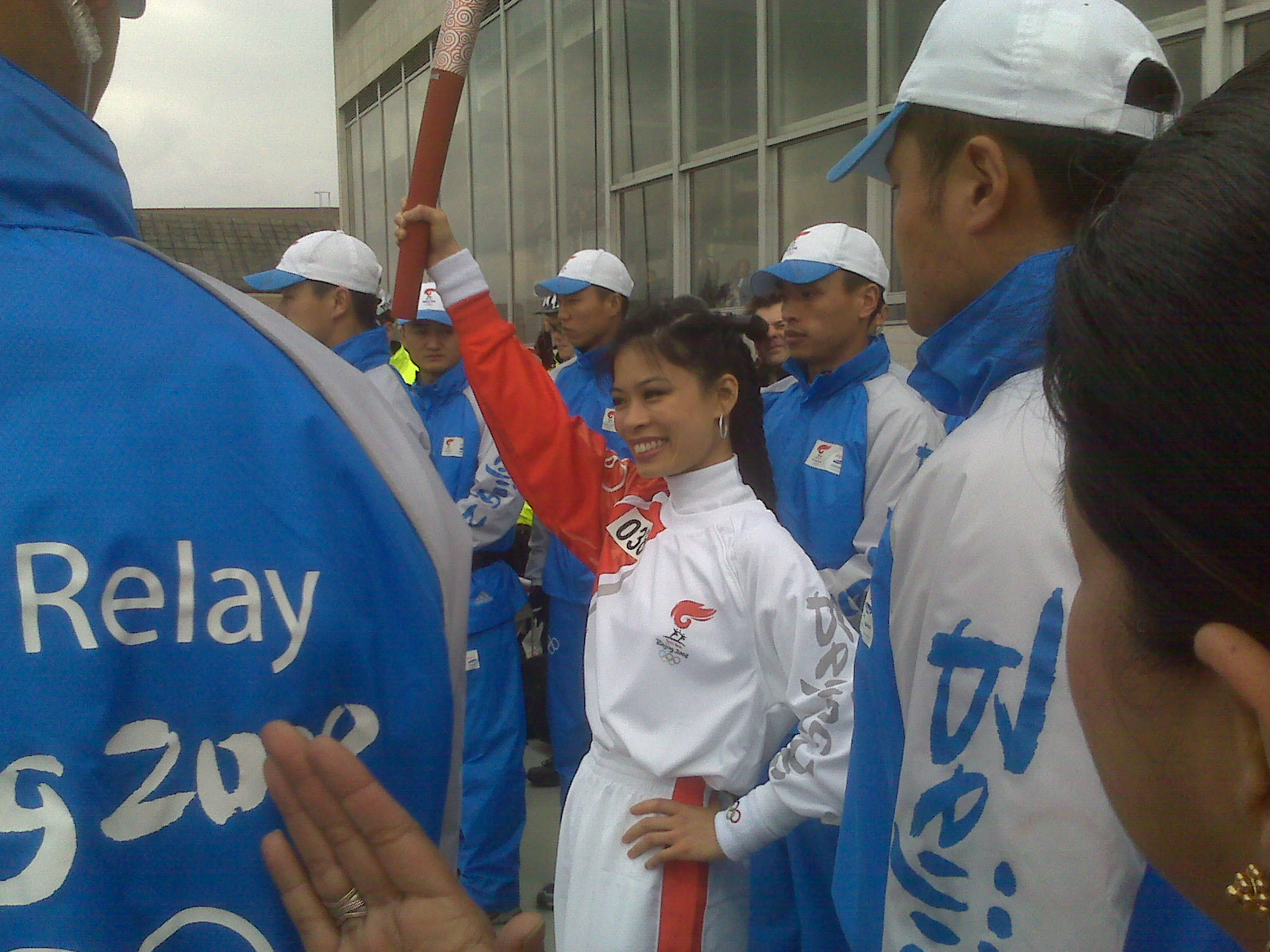
Vanessa-Mae beim Olympischen Fackellauf 2008

2002 nahm erstmals ein Thailänder bei Olympischen Winterspielen teil. Der Skilangläufer Prawat Nagvajara war am 9. Februar 2002 der erste Winter-Olympionike seines Landes. Auch 2006 in Turin ging er an den Start. 2014 in Sotschi nahmen erstmals alpine Skirennfahrer teil. Vanessa Vanakorn, als Geigerin Vanessa-Mae weltbekannt, ging am 18. Februar 2014 als erste Frau Thailands bei Winterspielen an den Start. Im November 2014 wurde sie von der FIS, dem internationalen Skiverband, für vier Jahre gesperrt. Ihr wurde vorgeworfen, dass die Qualifikationsrennen zu ihren Gunsten manipuliert worden seien. Der Internationale Sportgerichtshof hob die Sperre im Juni 2015 wieder auf, da man die Vorwürfe als nicht erwiesen ansah.

### Jugendspiele
34 Jugendliche, 13 Jungen und 21 Mädchen, nahmen bei den ersten Olympischen Jugend-Sommerspielen 2010 in Singapur teil. Insgesamt wurden sieben Medaillen gewonnen, vier Gold- und drei Silbermedaillen. Jugend-Olympiasieger wurden im Badminton Sapsiree Taerattanachai, die das Einzel der Mädchen gewinnen konnte, und Pisit Poodchalat, der das Einzel bei den Jungen gewann. Die Segelsportlerin Siripon Kaewduangngam gewann Gold in der Bootsklasse Techno 293. Die Taekwondoin Worawong Pongpanit siegte im Bantamgewicht. Im Gewichtheben wurden drei Silbermedaillen gewonnen durch Chatuphum Chinnawong im Mittelgewicht der Jungen sowie bei den Mädchen durch Sirivimon Pramongkhol im Fliegengewicht und Chitchanok Pulsubsakul im Schwergewicht. In der Leichtathletik belegte der Sprinter Jirapong Meenapra Platz 5 über 100 Meter. Ebenfalls Platz 5 erreichte die Diskuswerferin Subenrat Insaeng. Der Turner Weena Chokpaoumpai wurde im Sprung Fünfter. Die Tischtennisspielerin Suthasini Sawettabut scheiterte im Spiel um Bronze im Einzel der Mädchen.
Bei den Olympischen Jugend-Sommerspielen 2014 in Nanjing nahmen 37 Jugendliche teil, 19 Jungen und 18 Mädchen. Die Athleten gewannen drei Gold-, zwei Silber- und drei Bronzemedaillen. Im Gewichtheben der Mädchen gab es zwei Olympiasiegerinnen: Rattanaphon Pakkaratha im Bantamgewicht und Duangaksorn Chaidee im Schwergewicht. Hinzu gab es eine Silbermedaille durch Sakda Meeboon im Bantamgewicht der Jungen. Die Taekwondoin Panipak Wongpattanakit wurde Olympiasiegerin im Fliegengewicht. Die Schwimmerin Sarisa Suwannachet gewann über 400 Meter Freistil Silber. Bronze ging an die Golfer Danthai Boonma als Dritter der Jungenkonkurrenz und Supamas Sangchan, die Dritte bei den Mädchen wurde. Eine dritte Bronzemedaille gewann die Badmintonspielerin Busanan Ongbumrungpan im Einzel der Mädchen. In einem gemischten Doppel mit der Chinesin Jinjing Qin spielte der Badmintonspieler Mek Narongrit um die Bronzemedaille, das Spiel ging in zwei Sätzen verloren. In der Leichtathletik lief Witthawat Thumcha über 400 Meter Hürden auf Platz 5. Die Basketballmannschaft der Mädchen qualifizierte sich für das Achtelfinale, verlor hier jedoch mit 5:9 gegen Deutschland. Fünfte Plätze erreichten im Segeln Apiwat Sringam in der Bootsklasse CII der Jungen sowie Duangkamon Phongern in der Bootsklasse Techno 293 bei den Mädchen. Im Tischtennis scheiterte das Duo Temolwan Khetkhuan und Padasak Tanviriyavechakul in zwei Sätzen im Spiel um die Bronzemedaille an ihren Gegnern aus Hongkong.

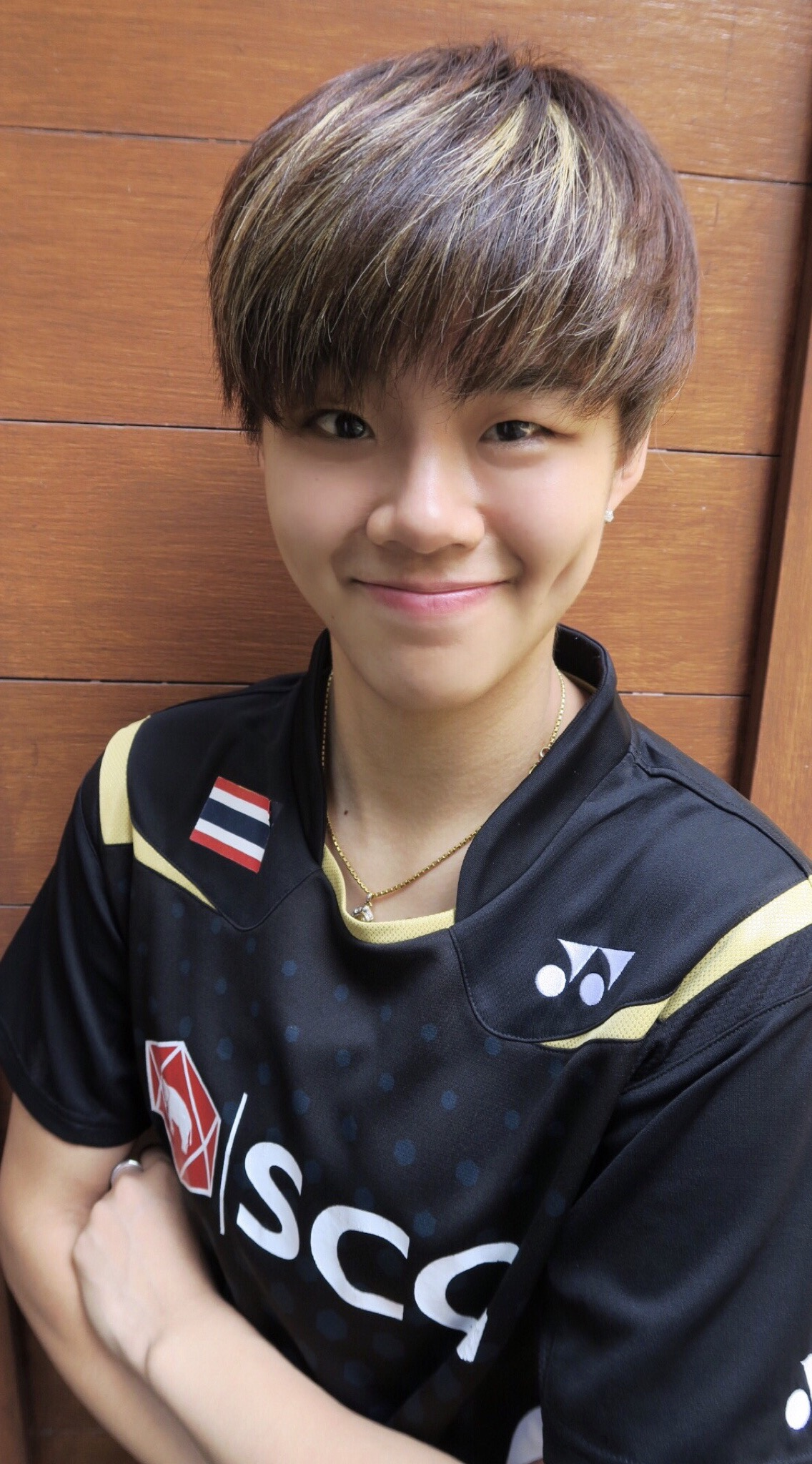
Sapsiree Taerattanachai, Jugend-Olympiasiegerin 2010 im Badminton
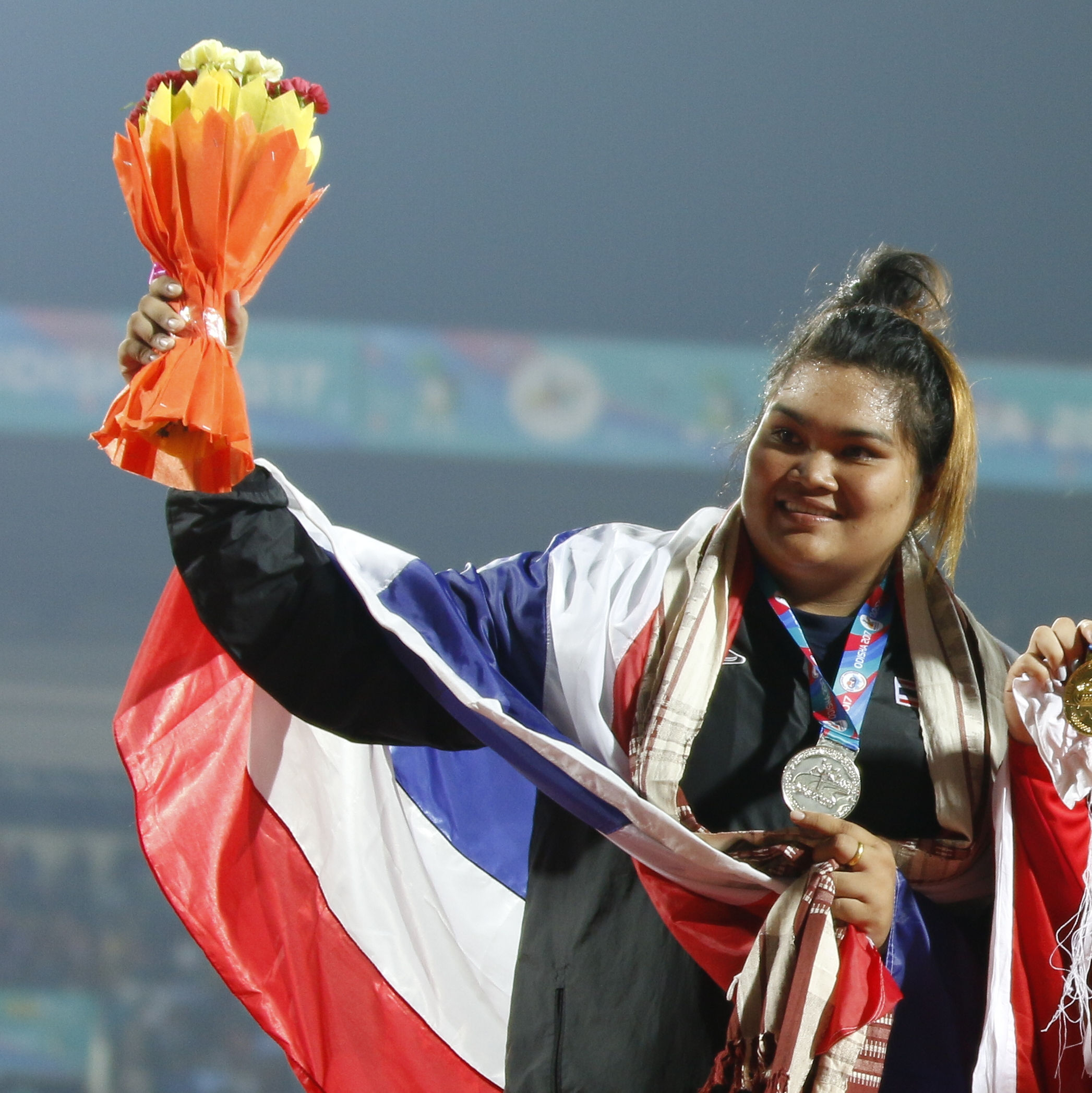
Die Diskuswerferin Subenrat Insaeng im Jahr 2017
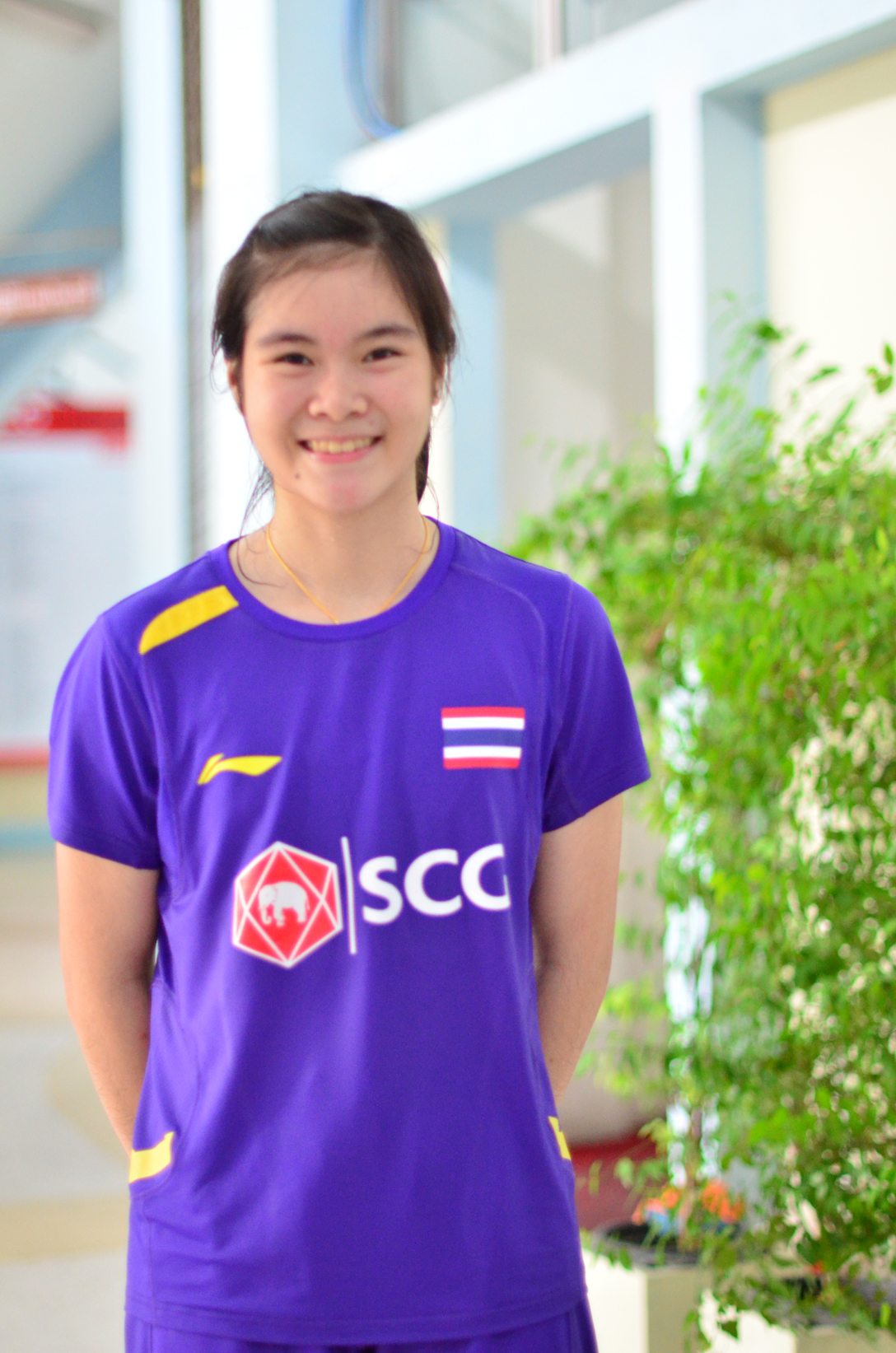
Badmintonspielerin Busanan Ongbumrungpan, Bronze 2014

## Übersicht der Teilnehmer

### Sommerspiele
| Jahr      | Athleten           | Athleten           | Athleten           | Flaggenträger                            | Sportarten         | Sportarten         | Sportarten         | Sportarten         | Sportarten         | Sportarten         | Sportarten         | Sportarten         | Sportarten         | Sportarten         | Sportarten         | Sportarten         | Sportarten         | Sportarten         | Sportarten         | Sportarten         | Sportarten         | Sportarten         | Sportarten         | Sportarten         | Sportarten         | Medaillen          | Medaillen          | Medaillen          | Medaillen          | Medaillen          |
| Jahr      | Gesamt             | m                  | w                  | Flaggenträger                            | Leichtathletik     | Segeln             | Boxen              | Fußball            | Basketball         | Schießen           | Judo               | Radsport           | Schwimmen          | Gewichtheben       | Bogenschießen      | Wasserspringen     | Fechten            | Badminton          | Tennis             | Tischtennis        | Rudern             | Taekwondo          | Reiten             | Kanusport          | Golf               |                    |                    |                    | Gesamt             | Rang               |
| --------- | ------------------ | ------------------ | ------------------ | ---------------------------------------- | ------------------ | ------------------ | ------------------ | ------------------ | ------------------ | ------------------ | ------------------ | ------------------ | ------------------ | ------------------ | ------------------ | ------------------ | ------------------ | ------------------ | ------------------ | ------------------ | ------------------ | ------------------ | ------------------ | ------------------ | ------------------ | ------------------ | ------------------ | ------------------ | ------------------ | ------------------ |
| 1896–1948 | nicht teilgenommen | nicht teilgenommen | nicht teilgenommen | nicht teilgenommen                       | nicht teilgenommen | nicht teilgenommen | nicht teilgenommen | nicht teilgenommen | nicht teilgenommen | nicht teilgenommen | nicht teilgenommen | nicht teilgenommen | nicht teilgenommen | nicht teilgenommen | nicht teilgenommen | nicht teilgenommen | nicht teilgenommen | nicht teilgenommen | nicht teilgenommen | nicht teilgenommen | nicht teilgenommen | nicht teilgenommen | nicht teilgenommen | nicht teilgenommen | nicht teilgenommen | nicht teilgenommen | nicht teilgenommen | nicht teilgenommen | nicht teilgenommen | nicht teilgenommen |
| 1952      | 8                  | 8                  | 0                  |                                          | 8                  |                    |                    |                    |                    |                    |                    |                    |                    |                    |                    |                    |                    |                    |                    |                    |                    |                    |                    |                    |                    |                    |                    |                    |                    |                    |
| 1956      | 35                 | 35                 | 0                  |                                          | 8                  | 2                  | 5                  | 11                 | 9                  |                    |                    |                    |                    |                    |                    |                    |                    |                    |                    |                    |                    |                    |                    |                    |                    |                    |                    |                    |                    |                    |
| 1960      | 20                 | 20                 | 0                  |                                          | 8                  | 2                  | 4                  |                    |                    | 6                  |                    |                    |                    |                    |                    |                    |                    |                    |                    |                    |                    |                    |                    |                    |                    |                    |                    |                    |                    |                    |
| 1964      | 54                 | 47                 | 7                  |                                          | 18                 | 4                  | 5                  |                    |                    | 10                 | 3                  | 8                  | 2                  | 4                  |                    |                    |                    |                    |                    |                    |                    |                    |                    |                    |                    |                    |                    |                    |                    |                    |
| 1968      | 41                 | 41                 | 0                  |                                          |                    | 1                  | 3                  | 17                 |                    | 11                 |                    | 7                  |                    | 2                  |                    |                    |                    |                    |                    |                    |                    |                    |                    |                    |                    |                    |                    |                    |                    |                    |
| 1972      | 33                 | 33                 | 0                  | Rangsit Yanothai                         | 4                  | 3                  | 7                  |                    |                    | 10                 | 1                  | 7                  |                    | 1                  |                    |                    |                    |                    |                    |                    |                    |                    |                    |                    |                    |                    |                    |                    |                    |                    |
| 1976      | 42                 | 39                 | 3                  |                                          | 4                  | 2                  | 5                  |                    |                    | 12                 | 1                  | 6                  | 2                  | 1                  | 3                  | 1                  | 5                  |                    |                    |                    |                    |                    |                    |                    |                    |                    |                    | 1                  | 1                  | 37                 |
| 1980      | nicht teilgenommen | nicht teilgenommen | nicht teilgenommen | nicht teilgenommen                       | nicht teilgenommen | nicht teilgenommen | nicht teilgenommen | nicht teilgenommen | nicht teilgenommen | nicht teilgenommen | nicht teilgenommen | nicht teilgenommen | nicht teilgenommen | nicht teilgenommen | nicht teilgenommen | nicht teilgenommen | nicht teilgenommen | nicht teilgenommen | nicht teilgenommen | nicht teilgenommen | nicht teilgenommen | nicht teilgenommen | nicht teilgenommen | nicht teilgenommen | nicht teilgenommen | nicht teilgenommen | nicht teilgenommen | nicht teilgenommen | nicht teilgenommen | nicht teilgenommen |
| 1984      | 35                 | 25                 | 10                 | Rangsit Yanothai                         | 10                 | 1                  | 5                  |                    |                    | 17                 |                    |                    |                    |                    | 2                  |                    |                    |                    |                    |                    |                    |                    |                    |                    |                    |                    | 1                  |                    | 1                  | 33                 |
| 1988      | 14                 | 12                 | 2                  | Somchai Chanthavanij                     | 4                  | 1                  | 6                  |                    |                    | 3                  |                    |                    |                    |                    |                    |                    |                    |                    |                    |                    |                    |                    |                    |                    |                    |                    |                    | 1                  | 1                  | 46                 |
| 1992      | 46                 | 23                 | 23                 |                                          | 18                 | 2                  | 6                  |                    |                    | 2                  | 2                  |                    | 5                  | 1                  |                    |                    |                    | 8                  | 2                  |                    |                    |                    |                    |                    |                    |                    |                    | 1                  | 1                  | 54                 |
| 1996      | 37                 | 25                 | 12                 | Vissanu Sophanich                        | 8                  | 1                  | 6                  |                    |                    | 3                  | 1                  |                    | 6                  | 1                  |                    | 2                  |                    | 7                  | 2                  |                    |                    |                    |                    |                    |                    | 1                  |                    | 1                  | 1                  | 47                 |
| 2000      | 52                 | 34                 | 18                 | Somluck Kamsing                          | 12                 | 3                  | 9                  |                    |                    | 2                  |                    |                    | 8                  | 5                  |                    | 2                  |                    | 6                  | 3                  | 1                  | 1                  |                    |                    |                    |                    | 1                  |                    | 2                  | 3                  | 47                 |
| 2004      | 42                 | 24                 | 18                 | Paradorn Srichaphan                      | 3                  | 1                  | 6                  |                    |                    | 2                  |                    |                    | 6                  | 5                  |                    |                    | 2                  | 8                  | 2                  | 1                  | 1                  | 4                  | 1                  |                    |                    | 3                  | 1                  | 4                  | 8                  | 25                 |
| 2008      | 47                 | 22                 | 25                 | Worapoj Petchkoom                        | 11                 | 2                  | 8                  |                    |                    | 5                  |                    | 1                  | 2                  | 7                  |                    |                    | 2                  | 4                  | 1                  | 1                  |                    | 3                  |                    |                    |                    | 2                  | 2                  | 2                  | 6                  | 31                 |
| 2012      | 37                 | 19                 | 18                 | Nuttapong Ketin                          | 2                  | 3                  | 3                  |                    |                    | 4                  | 1                  | 1                  | 2                  | 7                  | 1                  |                    |                    | 6                  |                    | 1                  | 1                  | 3                  | 1                  | 1                  |                    |                    | 2                  | 2                  | 4                  | 59                 |
| 2016      | 54                 | 26                 | 28                 | Ratchanok Inthanon                       | 4                  | 4                  | 5                  |                    |                    | 5                  | 1                  | 2                  | 2                  | 9                  | 1                  |                    |                    | 7                  | 2                  | 3                  | 2                  | 3                  |                    |                    | 4                  | 2                  | 2                  | 2                  | 6                  | 35                 |
| 2020      | 41                 | 15                 | 26                 | Naphaswan Yangpaiboon Savate Sresthaporn |                    |                    |                    |                    |                    |                    |                    |                    |                    |                    |                    |                    |                    |                    |                    |                    |                    |                    |                    |                    |                    | 1                  |                    | 1                  | 2                  | 59                 |
| Gesamt    | Gesamt             | Gesamt             | Gesamt             | Gesamt                                   | Gesamt             | Gesamt             | Gesamt             | Gesamt             | Gesamt             | Gesamt             | Gesamt             | Gesamt             | Gesamt             | Gesamt             | Gesamt             | Gesamt             | Gesamt             | Gesamt             | Gesamt             | Gesamt             | Gesamt             | Gesamt             | Gesamt             | Gesamt             | Gesamt             | 10                 | 8                  | 17                 | 35                 | 53                 |

### Winterspiele
| Jahr      | Athleten           | Athleten           | Athleten           | Flaggenträger                | Sportarten         | Sportarten         | Medaillen          | Medaillen          | Medaillen          | Medaillen          | Medaillen          |
| Jahr      | Gesamt             | m                  | w                  | Flaggenträger                | Skilanglauf        | Ski Alpin          |                    |                    |                    | Gesamt             | Rang               |
| --------- | ------------------ | ------------------ | ------------------ | ---------------------------- | ------------------ | ------------------ | ------------------ | ------------------ | ------------------ | ------------------ | ------------------ |
| 1924–1998 | nicht teilgenommen | nicht teilgenommen | nicht teilgenommen | nicht teilgenommen           | nicht teilgenommen | nicht teilgenommen | nicht teilgenommen | nicht teilgenommen | nicht teilgenommen | nicht teilgenommen | nicht teilgenommen |
| 2002      | 1                  | 1                  | 0                  | Prawat Nagvajara             | 1                  |                    |                    |                    |                    |                    |                    |
| 2006      | 1                  | 1                  | 0                  | Prawat Nagvajara             | 1                  |                    |                    |                    |                    |                    |                    |
| 2010      | nicht teilgenommen | nicht teilgenommen | nicht teilgenommen | nicht teilgenommen           | nicht teilgenommen | nicht teilgenommen | nicht teilgenommen | nicht teilgenommen | nicht teilgenommen | nicht teilgenommen | nicht teilgenommen |
| 2014      | 2                  | 1                  | 1                  | Kanet Sucharitakul           |                    | 2                  |                    |                    |                    |                    |                    |
| 2018      | 4                  | 2                  | 2                  | Mark Chanloung               | 2                  | 2                  |                    |                    |                    |                    |                    |
| 2022      | 4                  | 2                  | 2                  | Karen Chanloung Nicola Zanon | 2                  | 2                  |                    |                    |                    |                    |                    |
| Gesamt    | Gesamt             | Gesamt             | Gesamt             | Gesamt                       | Gesamt             | Gesamt             | 0                  | 0                  | 0                  | 0                  | -                  |

## Liste der Medaillengewinner

### Goldmedaillen
| Name                             | Spiele              | Sportart     | Disziplin         | Anmerkung          |
| -------------------------------- | ------------------- | ------------ | ----------------- | ------------------ |
| Somluck Kamsing                  | 1996 Atlanta        | Boxen        | Federgewicht      | erster Olympiasieg |
| Wijan Ponlid                     | 2000 Sydney         | Boxen        | Fliegengewicht    |                    |
| Manus Boonjumnong                | 2004 Athen          | Boxen        | Halbweltergewicht |                    |
| Udomporn Polsak                  | 2004 Athen          | Gewichtheben | Federgewicht      |                    |
| Pawina Thongsuk                  | 2004 Athen          | Gewichtheben | Schwergewicht     |                    |
| Somjit Jongjohor                 | 2008 Peking         | Boxen        | Fliegengewicht    |                    |
| Prapawadee Jaroenrattanatarakoon | 2008 Peking         | Gewichtheben | Federgewicht      |                    |
| Sopita Tanasan                   | 2016 Rio de Janeiro | Gewichtheben | Fliegengewicht    |                    |
| Sukanya Srisurat                 | 2016 Rio de Janeiro | Gewichtheben | Leichtgewicht     |                    |

### Silbermedaillen
| Name              | Spiele              | Sportart     | Disziplin          | Anmerkung |
| ----------------- | ------------------- | ------------ | ------------------ | --------- |
| Dhawee Umponmaha  | 1984 Los Angeles    | Boxen        | Weltergewicht      |           |
| Worapoj Petchkoom | 2004 Athen          | Boxen        | Bantamgewicht      |           |
| Manus Boonjumnong | 2008 Peking         | Boxen        | Halbweltergewicht  |           |
| Buttree Puedpong  | 2008 Peking         | Taekwondo    | Fliegengewicht     |           |
| Kaew Pongprayoon  | 2012 London         | Boxen        | Halbfliegengewicht |           |
| Pimsiri Sirikaew  | 2012 London         | Gewichtheben | Leichtgewicht      |           |
| Tawin Hanprab     | 2016 Rio de Janeiro | Taekwondo    | Fliegengewicht     |           |
| Pimsiri Sirikaew  | 2016 Rio de Janeiro | Gewichtheben | Leichtgewicht      |           |

### Bronzemedaillen
| Name                   | Spiele              | Sportart     | Disziplin              | Anmerkung              |
| ---------------------- | ------------------- | ------------ | ---------------------- | ---------------------- |
| Phayao Phoontharat     | 1976 Montreal       | Boxen        | Fliegengewicht         | erster Medaillengewinn |
| Phajol Moolsan         | 1988 Seoul          | Boxen        | Halbweltergewicht      |                        |
| Arkhom Chenglai        | 1992 Barcelona      | Boxen        | Weltergewicht          |                        |
| Vichai Rachanon        | 1996 Atlanta        | Boxen        | Bantamgewicht          |                        |
| Pornchai Thongburan    | 2000 Sydney         | Boxen        | Mittelgewicht          |                        |
| Khassaraporn Suta      | 2000 Sydney         | Gewichtheben | Leichtgewicht          |                        |
| Suriya Prasathinphimai | 2004 Athen          | Boxen        | Mittelgewicht          |                        |
| Yeowapa Boorapolchai   | 2004 Athen          | Taekwondo    | Fliegengewicht         |                        |
| Aree Wiratthaworn      | 2004 Athen          | Gewichtheben | Fliegengewicht         |                        |
| Wandee Kameaim         | 2004 Athen          | Gewichtheben | Leichtgewicht          |                        |
| Pensiri Laosirikul     | 2008 Peking         | Gewichtheben | Schwergewicht          |                        |
| Wandee Kameaim         | 2008 Peking         | Gewichtheben | Leichtgewicht Freistil |                        |
| Chanatip Sonkham       | 2012 London         | Taekwondo    | Fliegengewicht         |                        |
| Siripuch Gulnoi        | 2012 London         | Gewichtheben | Leichtgewicht          |                        |
| Panipak Wongpattanakit | 2016 Rio de Janeiro | Taekwondo    | Fliegengewicht         |                        |
| Sinphet Kruaithong     | 2016 Rio de Janeiro | Gewichtheben | Bantamgewicht          |                        |

## Medaillen nach Sportart
| Sportart     | Gold | Silber | Bronze | Gesamt |
| Gewichtheben | 5    | 2      | 7      | 14     |
| Boxen        | 4    | 4      | 6      | 14     |
| Taekwondo    | 0    | 2      | 3      | 5      |
| Gesamt       | 9    | 8      | 16     | 33     |